# Jamaica International Invitational 2012
Jamaica International Invitational 2012 – mityng lekkoatletyczny, który odbył się 5 maja na Independence Park w Kingston. Zawody należały do cyklu World Challenge Meetings rozgrywanego pod egidą IAAF.

## Rezultaty

### Mężczyźni
| Konkurencja:                  | 1. miejsce       | Rezultat | 2. miejsce               | Rezultat | 3. miejsce        | Rezultat |
| Bieg na 100 m                 | Usain Bolt       | 9,82 WL  | Michael Frater           | 10,00    | Lerone Clarke     | 10,03    |
| Bieg na 200 m                 | Yohan Blake      | 19,81 WL | Nickel Ashmeade          | 20,09    | Warren Weir       | 20,21 PB |
| Bieg na 400 m                 | Calvin Smith     | 45,47    | Renny Quow               | 45,48    | Jermaine Gonzales | 45,66    |
| Bieg na 1500 m                | Aman Wote        | 3:35,92  | Peter van der Westhuizen | 3:36,56  | Taylor Milne      | 3:38,50  |
| Bieg na 110 m przez płotki    | Hansle Parchment | 13,19 PB | Ronnie Ash               | 13,20    | Antwon Hicks      | 13,36    |
| Bieg na 400 m przez płotki    | Bershawn Jackson | 48,73    | Jehue Gordon             | 48,98    | Justin Gaymon     | 49,08    |
| Bieg na 3000 m z przeszkodami | Ben Bruce        | 8:34,17  | Chris Winter             | 8:37,29  | Kurt Brown        | 9:31,17  |
| Skok wzwyż                    | Donald Thomas    | 2,27     | Jamie Nieto              | 2,24     | Henderson Dottin  | 2,15     |
| Trójskok                      | Leevan Sands     | 16,33    | Larry Achike             | 16,26    | Samyr Lainé       | 16,19    |
| Pchnięcie kulą                | Reese Hoffa      | 20,71    | Nedžad Mulabegović       | 20,66 PB | Cory Martin       | 20,43    |

### Kobiety
| Konkurencja:               | 1. miejsce             | Rezultat | 2. miejsce              | Rezultat | 3. miejsce         | Rezultat |
| Bieg na 100 m              | Carmelita Jeter        | 10,81 WL | Kelly-Ann Baptiste      | 10,86    | Kerron Stewart     | 10,98    |
| Bieg na 200 m              | Bianca Knight          | 22,49    | Shelly-Ann Fraser-Pryce | 22,53    | Shalonda Solomon   | 22,82    |
| Bieg na 400 m              | Novlene Williams-Mills | 49,99 WL | Sanya Richards-Ross     | 50,11    | Christine Ohuruogu | 50,93    |
| Bieg na 1500 m             | Hilary Stellingwerff   | 4:12,09  | Malindi Elmore          | 4:13,18  | Korine Hinds       | 4:21,49  |
| Bieg na 100 m przez płotki | Brigitte Foster-Hylton | 12,51    | Priscilla Lopes-Schliep | 12,64    | Tiffany Ofili      | 12,65    |
| Bieg na 400 m przez płotki | Melaine Walker         | 55,28    | Tiffany Ross-Williams   | 55,80    | Ristananna Tracey  | 56,62    |
| Skok w dal                 | Brittney Reese         | 6,56     | Bianca Stuart           | 6,46     | Jovanee Jarrett    | 6,41     |
| Trójskok                   | Kimberly Williams      | 14,33 PB | Ayanna Alexander        | 13,69    | Whitney Liehr      | 13,18    |
| Pchnięcie kulą             | Michelle Carter        | 19,22    | Cleopatra Borel-Brown   | 18,69    | Vivian Chukwuemeka | 16,95    |

## Rekordy
Podczas mityngu ustanowiono 1 krajowy rekord w kategorii seniorów:
| Zawodnik        | Reprezentacja | Konkurencja        | Rezultat |
| --------------- | ------------- | ------------------ | -------- |
| Suwaibou Sanneh | Gambia        | bieg na 100 metrów | 10,25    |